# La Charité-sur-Loire

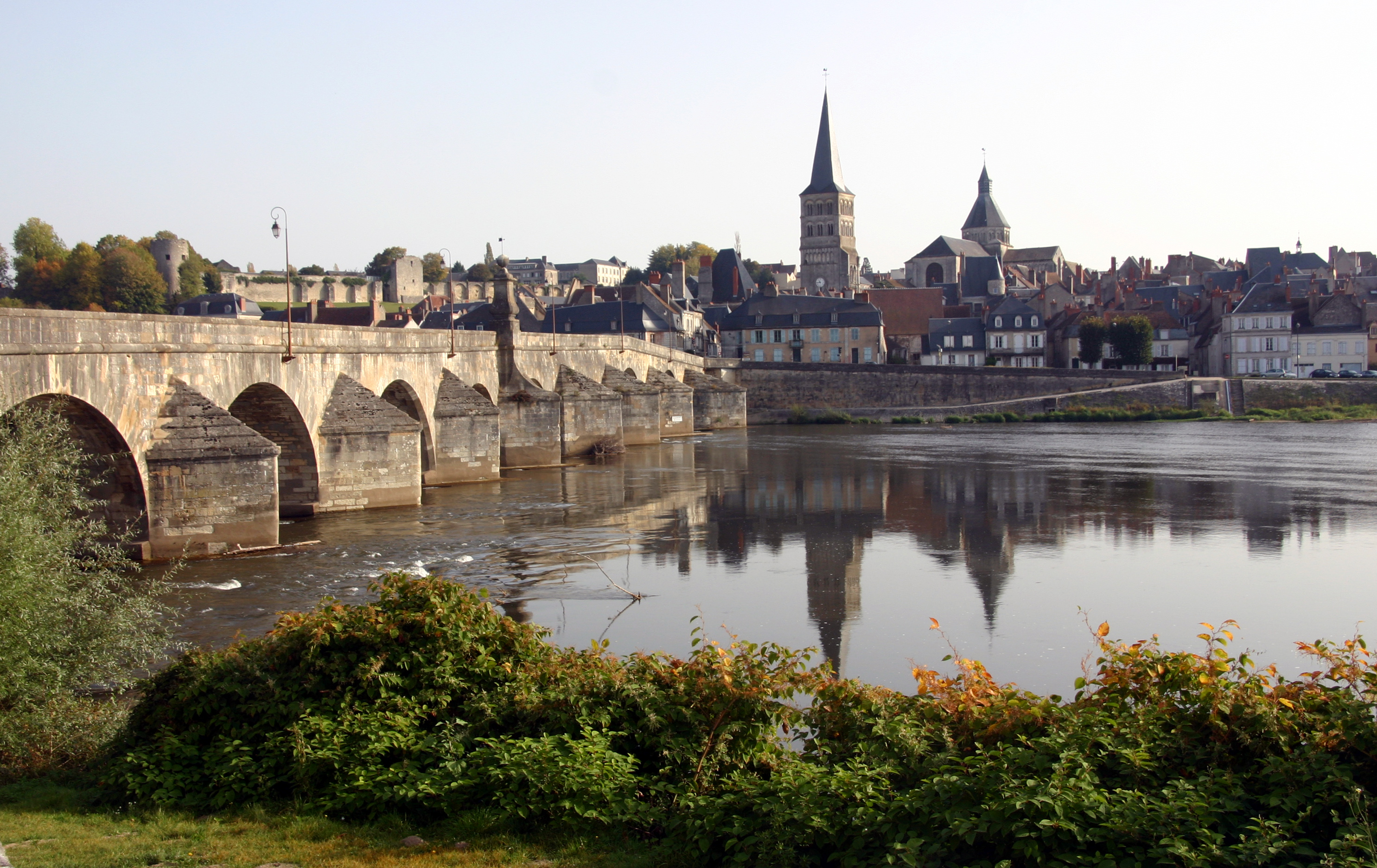
La Charité-sur-Loire

La Charité-sur-Loire je francouzské město v departementu Nièvre. Žije zde přibližně 4 700 obyvatel.

## Historie
La Charité-sur-Loire vyrostlo okolo stejnojmenného kláštera na břehu řeky Loiry. K založení kláštera došlo v roce 1059. Během stoleté války v prosinci 1429 město od Angličanů osvobodilo francouzské vojsko vedené Johankou z Arku. V roce 1559 zpustošil město požár. Během druhé hugenotské války (1567-1568) bylo osm měsíců obléháno katolíky. Po míru v Saint-Germain-en-Laye (1570) obdrželo město na dva roky status útočiště hugenotů a zařadilo se tak po bok protestantských pevností La Rochelle, Cognac a Montauban. V roce 1576 obsadil město králův bratr František z Anjou. Do začátku Velké francouzské revoluce většina zdejších benediktýnů odešla a v klášteře zůstalo jen dvanáct mnichů. Místní klášter měl pak být zbourán, aby jeho pozemkem mohla vést nová silnice, ale nakonec k tomu nedošlo, neboť ho Prosper Mérimée, vedoucí úřadu Commission des Monuments historiques, označil jako záchranyhodný.

## Obyvatelstvo
V roce 1975 dosáhlo město svého nejvyššího počtu obyvatel. Od té doby jich pomalu ubývá.
| Rok  | Počet obyvatel |
| ---- | -------------- |
| 1946 | 5,564          |
| 1954 | 5,552          |
| 1962 | 5,742          |
| 1968 | 6,194          |
| 1975 | 6,426          |
| 1982 | 6,416          |
| 1990 | 5,686          |
| 1999 | 5,460          |
| 2005 | 5,405          |
| 2015 | 4,966          |

## Památky
Ve městě stojí románský klášter z La Charité-sur-Loire a kostel Sainte-Croix-Notre-Dame, který je od roku 1998 zapsán na seznam světového dědictví UNESCO a který je zastávkou na jedné z tras tradiční pouti do Santiaga de Compostely.

## Galerie

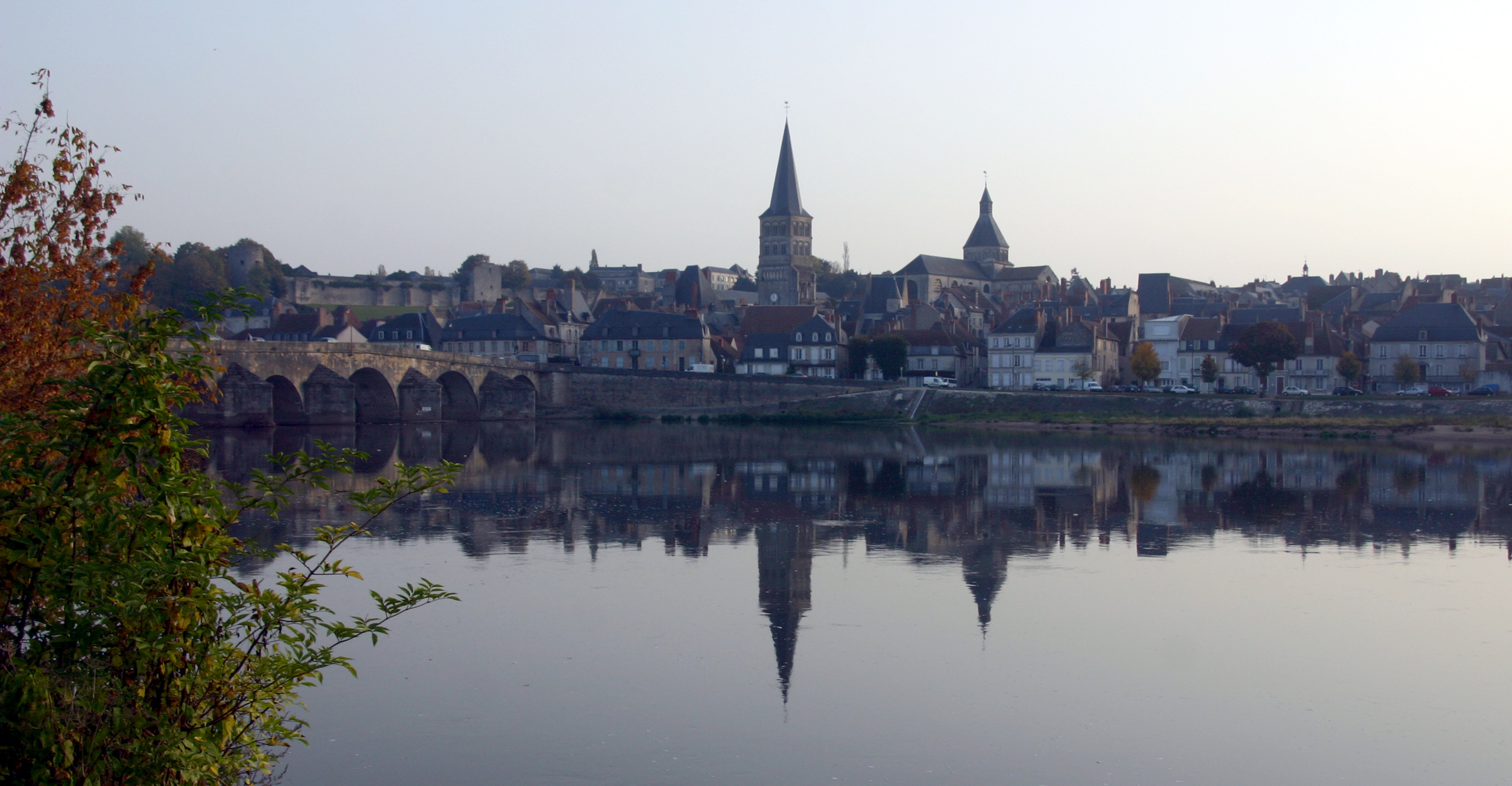
Pohled na město od řeky
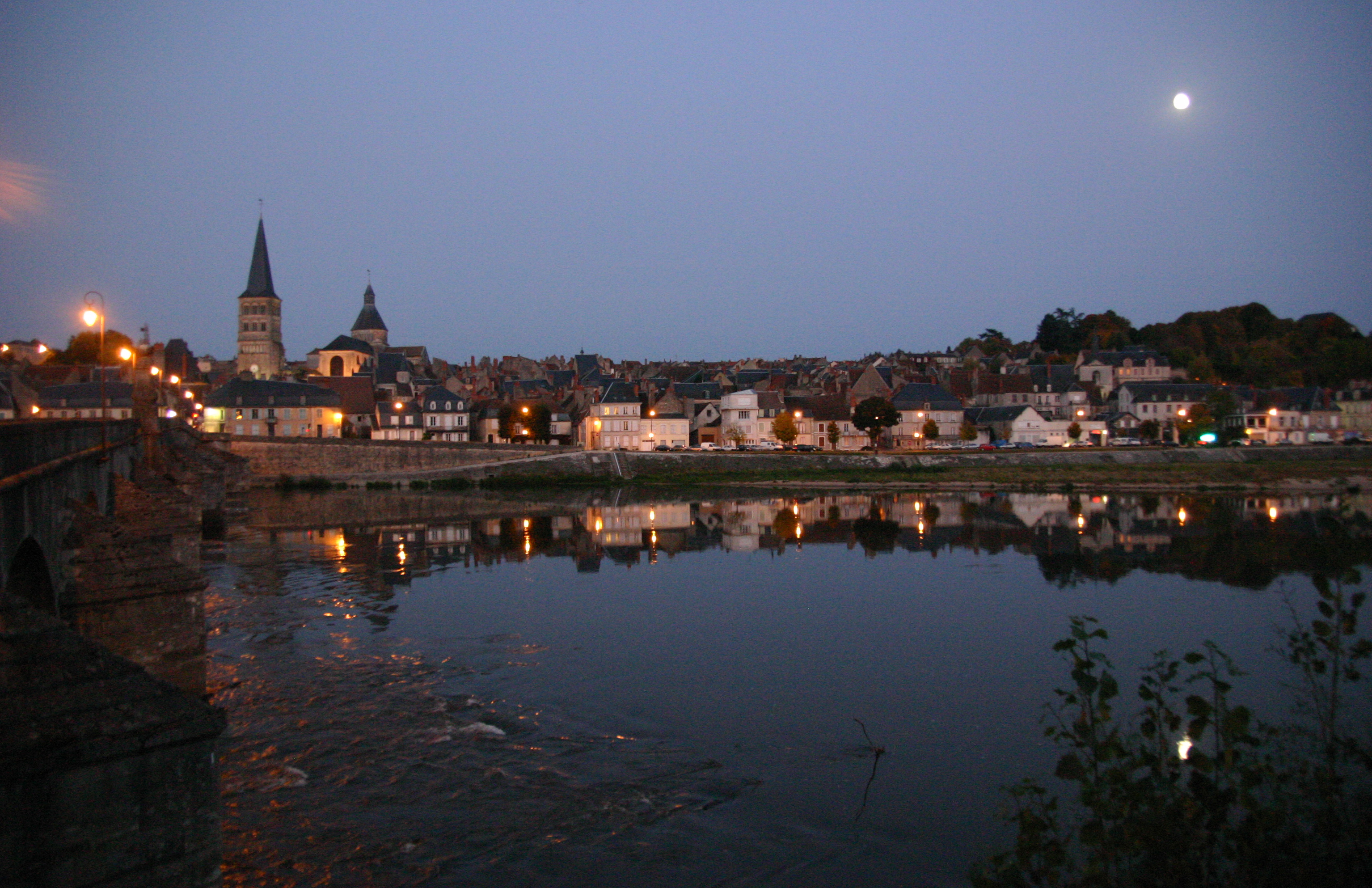
Večerní panorama města
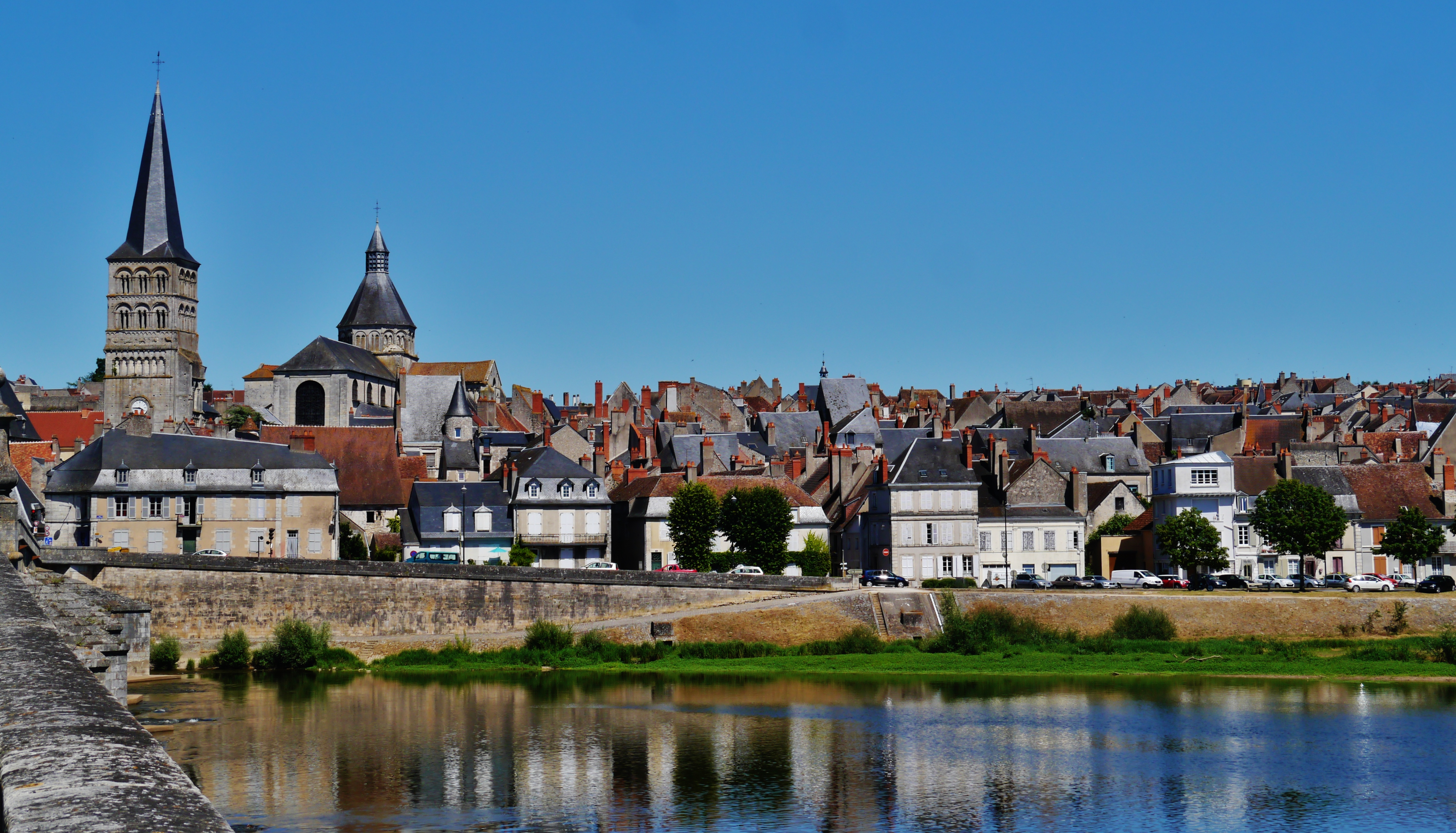
Pohled na město z mostu
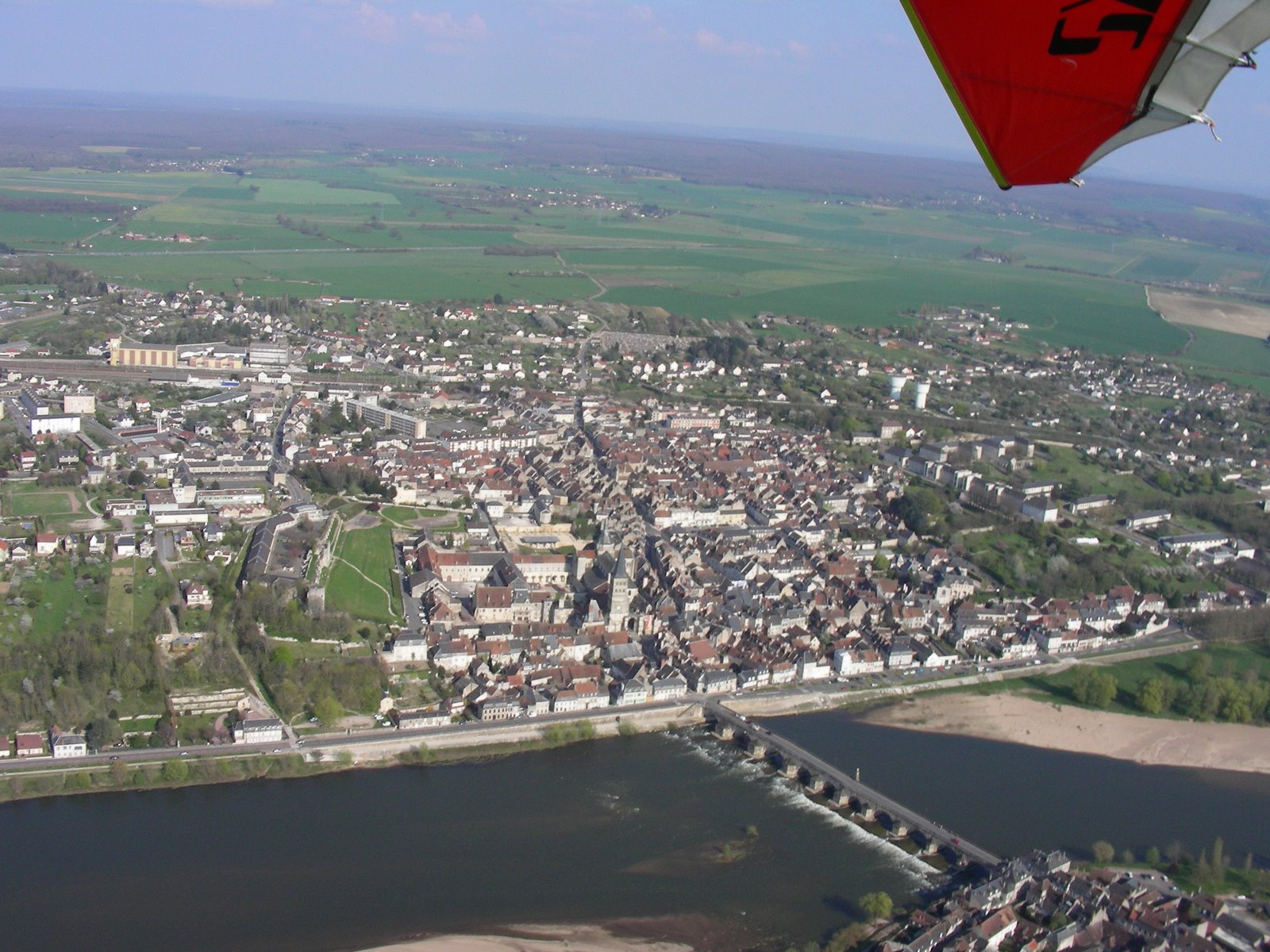
Letecký pohled na město
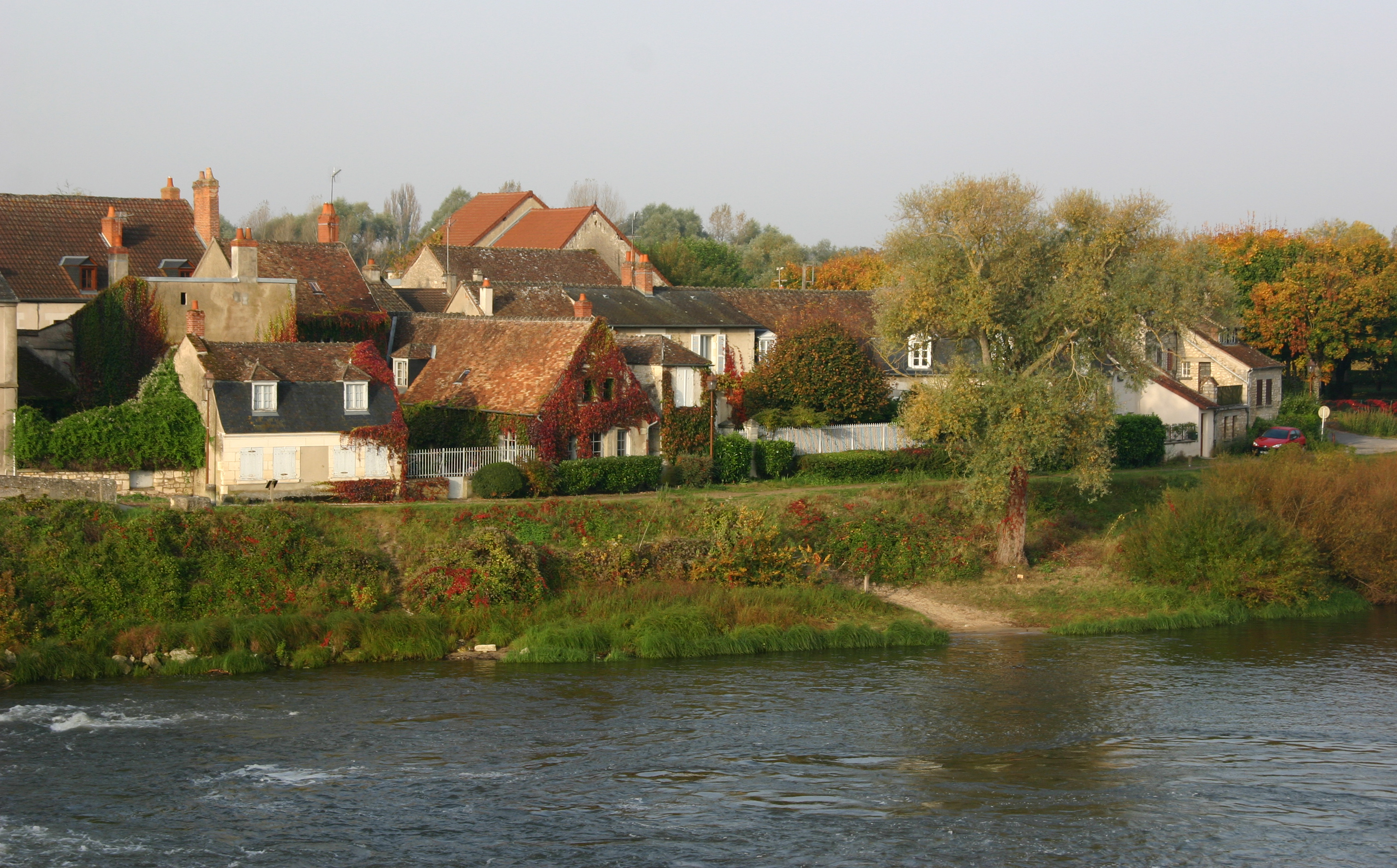
Nábřeží řeky Loiry
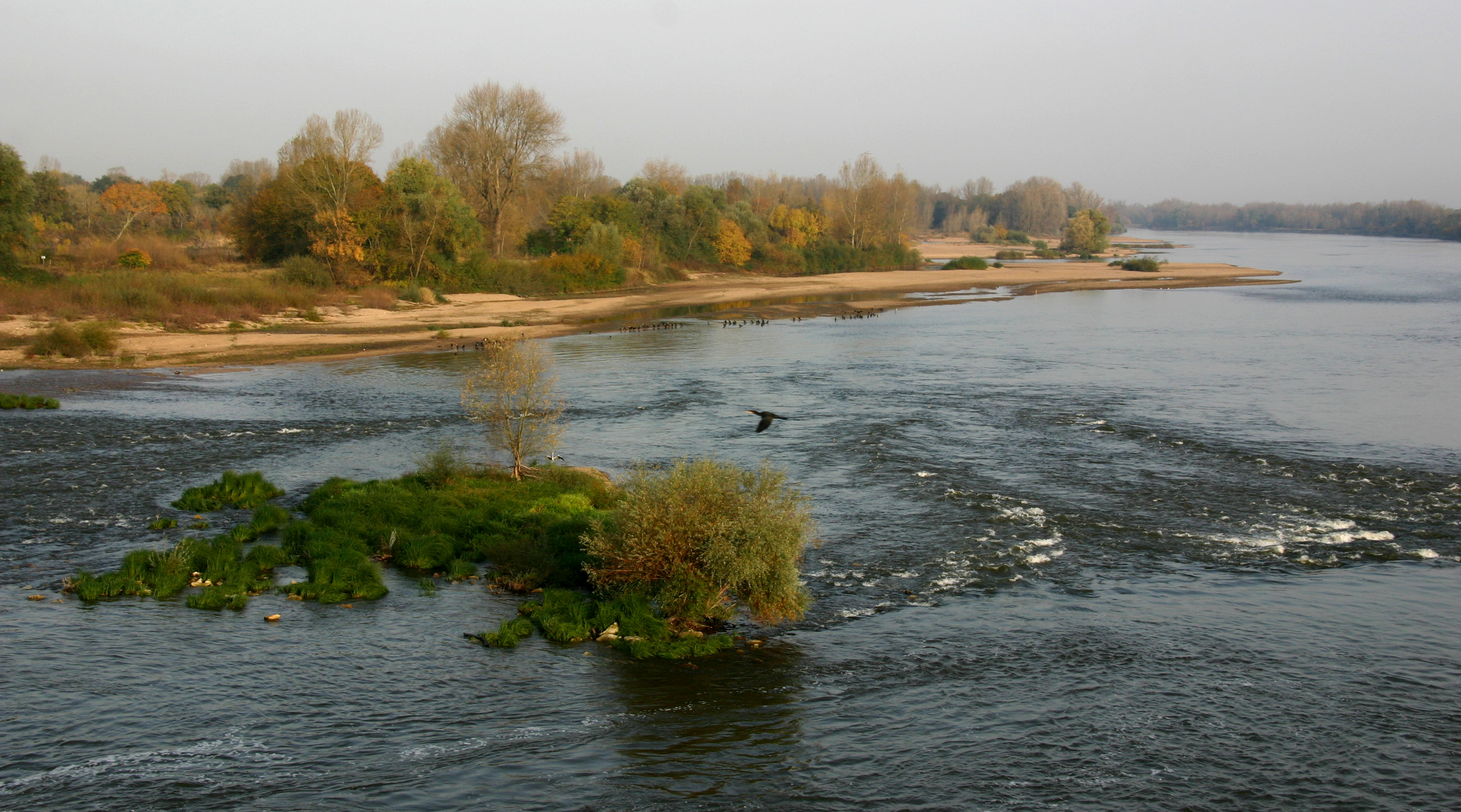
Loira u města
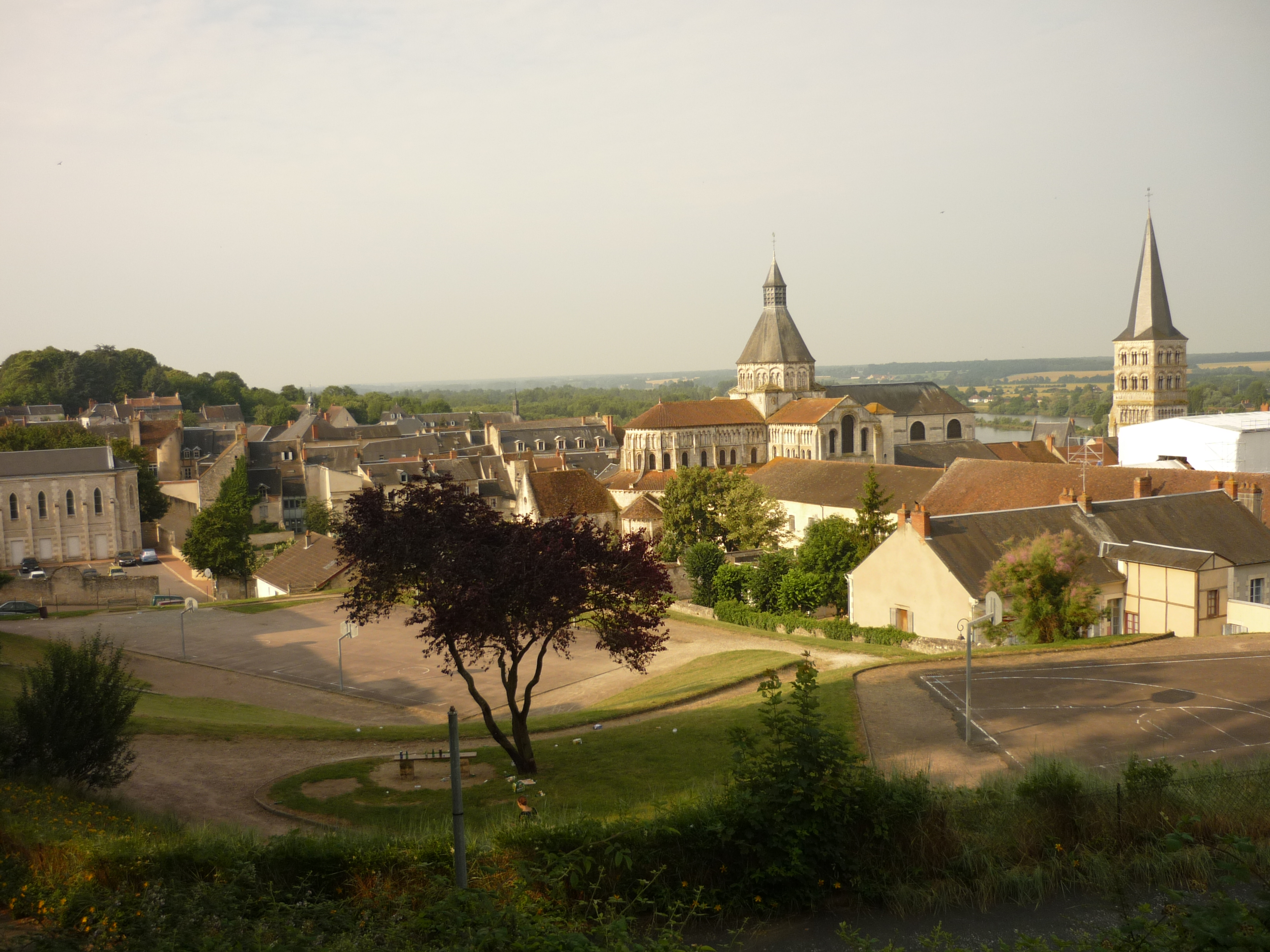
Panorama s kostelem a klášterem
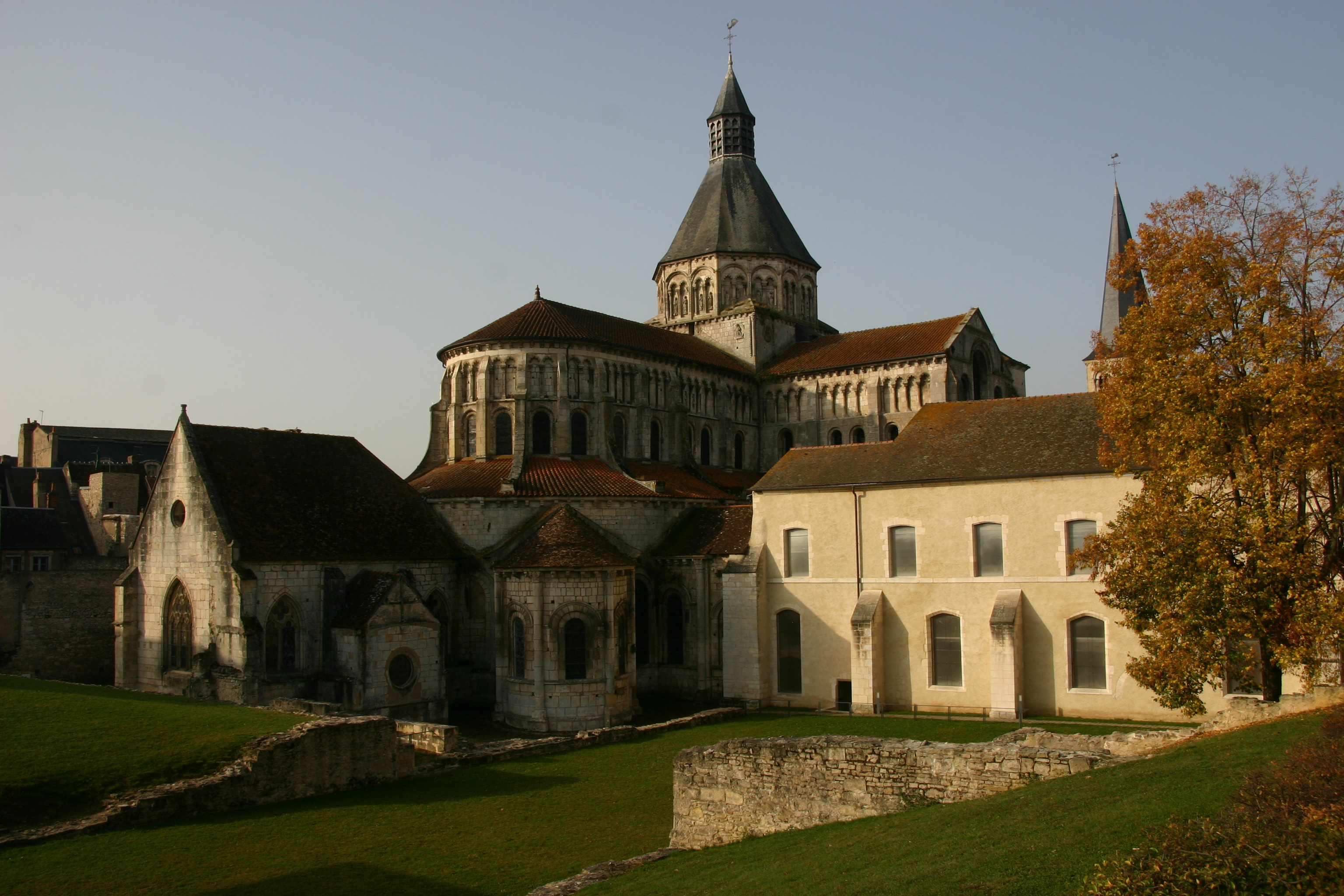
Klášter
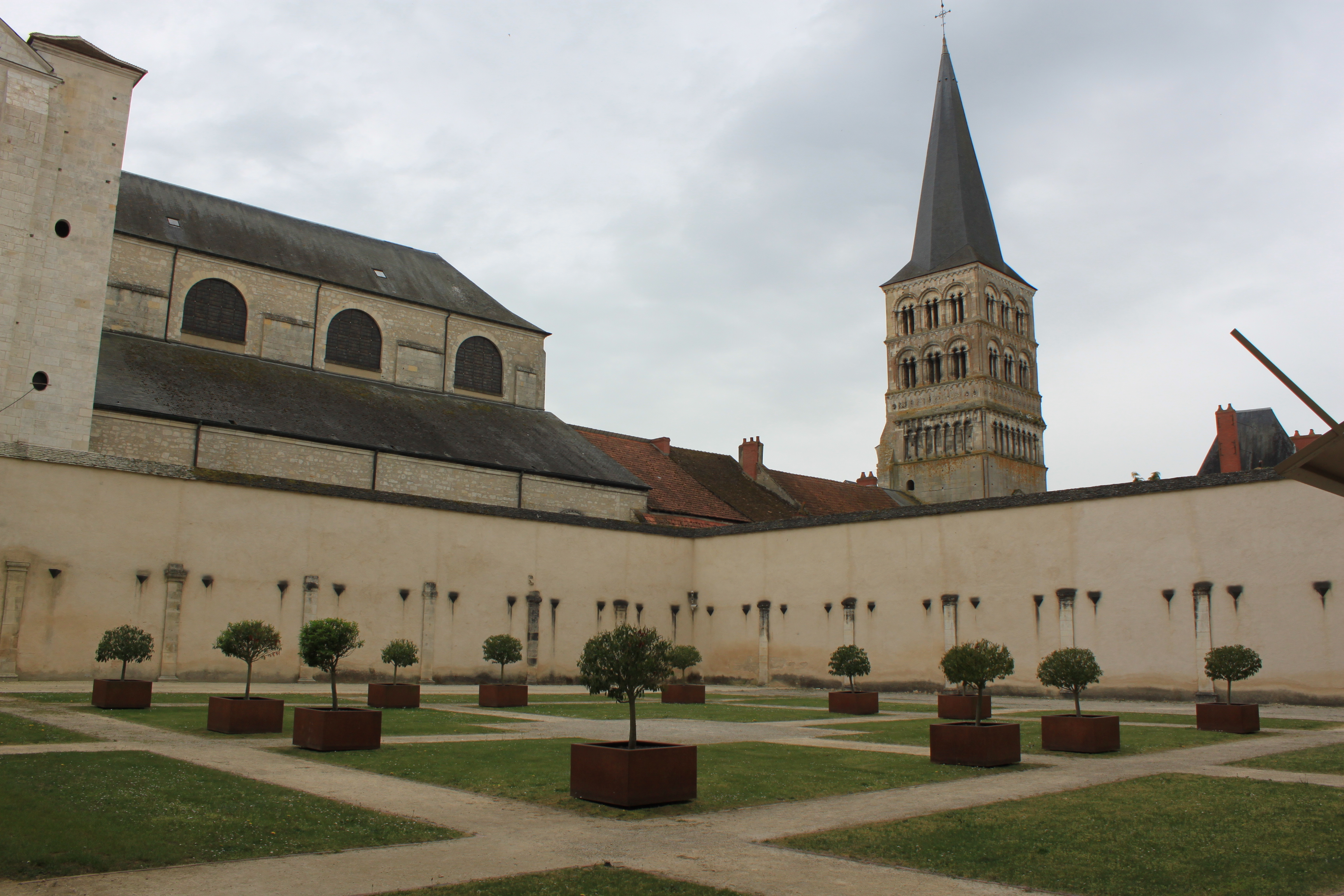
Kostel
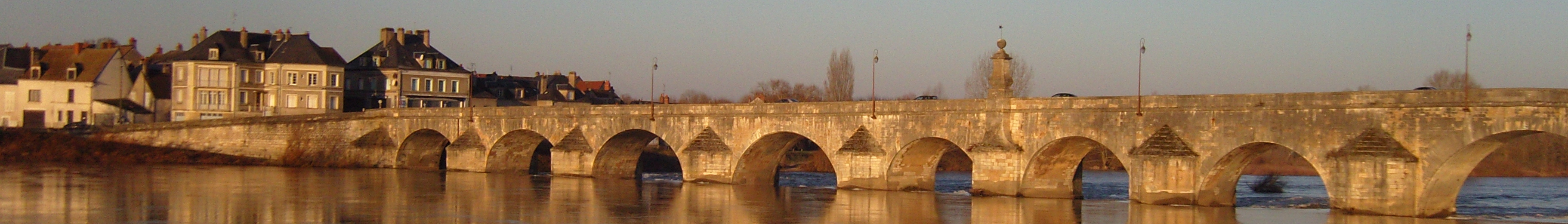
Most